# Kleiner Arena
Die Kleiner Arena (zuvor Panoramastadion) ist ein Fußballstadion im Ortsteil Nöttingen der Gemeinde Remchingen, Baden-Württemberg. Es ist die Heimspielstätte des FC Nöttingen.

## Stadion
Die Anlage verfügt über eine Kapazität von 3800 Besuchern. Es gibt 100 überdachte Sitzplätze, ein V.I.P.-Bereich ist ebenfalls verfügbar. Es gibt weiterhin 250 überdachte Stehplätze, dies ist die Haupttribüne. Neben dieser gibt es noch die Gegengerade. Sie besitzt einen Bereich für die Fans des FC Nöttingen und für die Anhänger des Gegners. Der Block für die Gästefans ist mit einem Zaun zum Nöttinger Block abgetrennt. Im Gästeblock ist Platz für 700 Gästefans. Dann gibt es noch eine Südgerade. Hinter dem Tor Richtung Norden befindet sich eigentlich keine Tribüne. Es können dort aber einige Fans stehen. Früher wurden hier zu besonderen Spielen Tribünen aufgebaut. Das Stadion hat vier beziehungsweise fünf Eingänge/Kassen. Einer führt in den Gästeblock, einer in den Block der Nöttinger und in die Südgerade, zwei in die Haupttribüne und einer in den VIP-Bereich. Außerdem sind vier Essstände vorhanden, einer im Gästeblock, einer ist für die Südgerade und den Nöttinger Block, einer ist für die Haupttribüne und einer für den VIP-Bereich. In allen Essständen gibt es zwei Unterteilungen, an einem Schalter gibt es Getränke, Brezeln und weitere kleine Snacks, im anderen Speisen, wie zum Beispiel Bratwurst. Außerdem ist ein Spielertunnel vorhanden, ein Pressekonferenz-Raum und vieles mehr.
Im Mai 2018 erfolgte eine Umbenennung des Stadions. Bis dahin hieß die Spielstätte Panoramastadion und trug nun den Sponsornamen Kleiner Arena, nach dem Pforzheimer Stanztechnikunternehmen Kleiner. Seitdem verfügt das Stadion auch über eine LED-Anzeigetafel.

## Sportgelände
Der "Panoramasportpark" des FC Nöttingen verfügt über:
- Geschäftsstelle
- 2 Naturrasenplätze (mit Flutlicht)
- 1 Kunstrasenplatz
- Mehrzweck-Sporthalle
- Gaststätte